# Kościół św. Stanisława Biskupa i Męczennika w Cychrach
Kościół pw. św. Stanisława Biskupa Męczennika w Cychrach – kościół parafialny parafii św. Stanisława Biskupa Męczennika w Cychrach.

## Opis
Kościół orientowany, salowy z transeptem i półkolistą apsydą oraz szeroką wieżą przy szczycie zachodnim, nakrytą namiotowym hełmem. Wymiary 30,5 × 21,65 m, stara nawa 8,5 m; grubość muru 1,3 m, wieży 1,6 m.
We wnętrzu kruchty zachowany uskokowy portal zamknięty łagodnym łukiem ostrym, po południowej stronie ślady półkoliście zamkniętego portalu. Do czasów współczesnych zachowały się także: romański korpus i apsyda z regularnej kostki granitowej, transept i podstawa wieży z nieregularnych głazów narzutowych, dwie górne kondygnacje wieży z cegły, otynkowane po 1838 r. Na uwagę zasługują: drewniany strop, empora chórowa z prospektem organowym, ławki z XIX w., empory boczne. Z wyposażenia zachowała się grupa rzeźb polichromowych ze sceny Ukrzyżowania (z lat 1510-1520, charakterystyczne dla mistrza z Barnkowa), dzwon z 1770 r. o średnicy 0,8 m wykonany przez ludwisarza Friedricha Gottholda Körnera we Frankfurcie nad Odrą, witraże według projektu Ireny Kisielewskiej z 1982 r. Godne uwagi są również dwa mosiężne świeczniki z początku XX w. wiszące w formie obręczy oraz neogotycka chrzcielnica z 2. poł. XIX w.

## Historia
Wybudowany przed 1250 r. (na co wskazuje ślad portalu południowego o okrągłym łuku) prawdopodobnie z fundacji templariuszy. Z pierwotnego założenia pochodzą ściany zachodnia, południowa i północna. Był to kościół usytuowany na rzucie prostokąta, bez wieży. W XVI w. do części zachodniej dobudowano masyw wieżowy – w dolnej partii wykonany z głazów narzutowych, w górnych z cegieł. W 1758 r. podczas walk toczonych w bitwie pod Sarbinowem wieża niemal doszczętnie spłonęła, a budynek uległ częściowemu zniszczeniu. Od strony zachodniej w 1768 r. dobudowano czworoboczną wieżę, przebudowaną i otynkowaną w 1838 r. Od strony wschodniej w 1858 r. wzniesiono w stylu neogotyckim transept i prezbiterium z półkolistą apsydą, do budowy której wykorzystano granitowy materiał rozbiórkowy ze ściany wschodniej. Duży dzwon z 1883 r., o średnicy 0,92 m (ludwisarz Fr. Schilling, wytwórnia z Apoldy), został zabrany w czasie II wojny światowej; bogate archiwum kościelne zostało zniszczone przez zamieszkałe w budynku byłej pastorówki rodziny przesiedleńców ze wschodu, którym nakazano posprzątać budynek. Według relacji świadków, archiwum spalono na podwórzu posesji.